# 東京地下鉄株式会社法
東京地下鉄株式会社法（とうきょうちかてつかぶしきがいしゃほう、平成14年法律第188号）は、東京地下鉄株式会社（東京メトロ）の設立、運営を目的とした日本の法律である。通称東京メトロ法。
2002年（平成14年）12月18日に公布された。
この法律は、公布の日から施行。ただし、附則18条から22条までの規定は、2004年（平成16年）4月1日から施行。これに伴い、帝都高速度交通営団（営団地下鉄）が解散した。